# Wielka korona cesarska Rosji

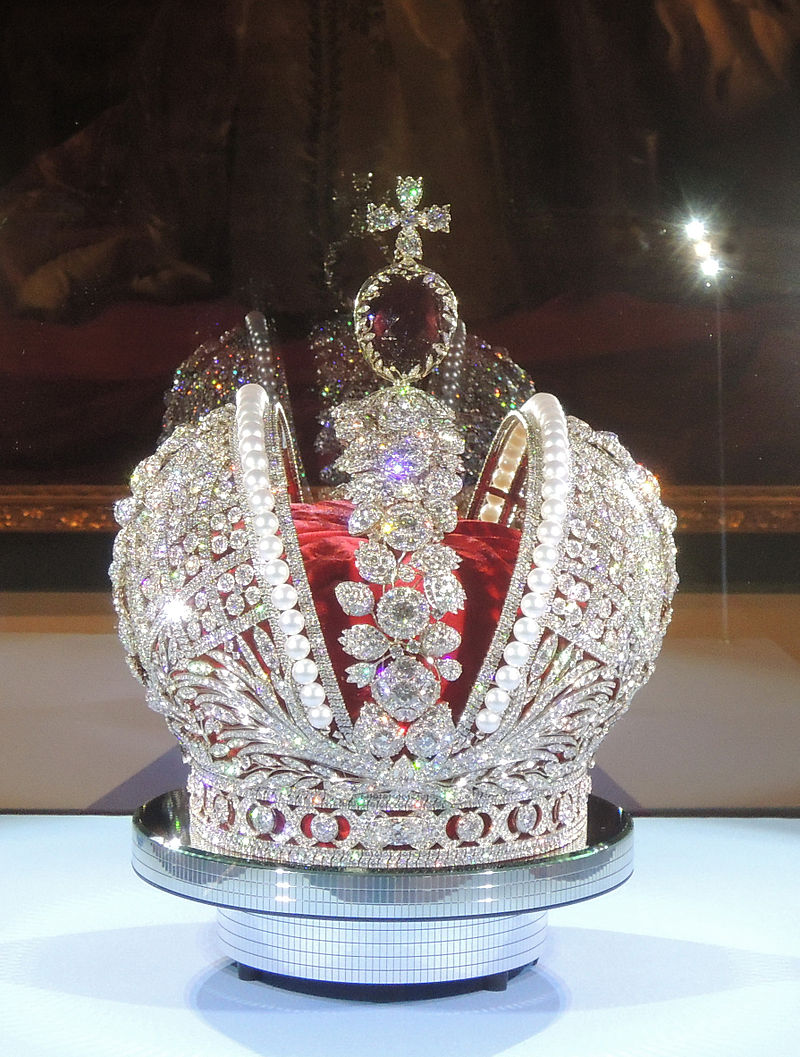
Replika korony cesarskiej

Wielka korona cesarska Rosji jako element herbów

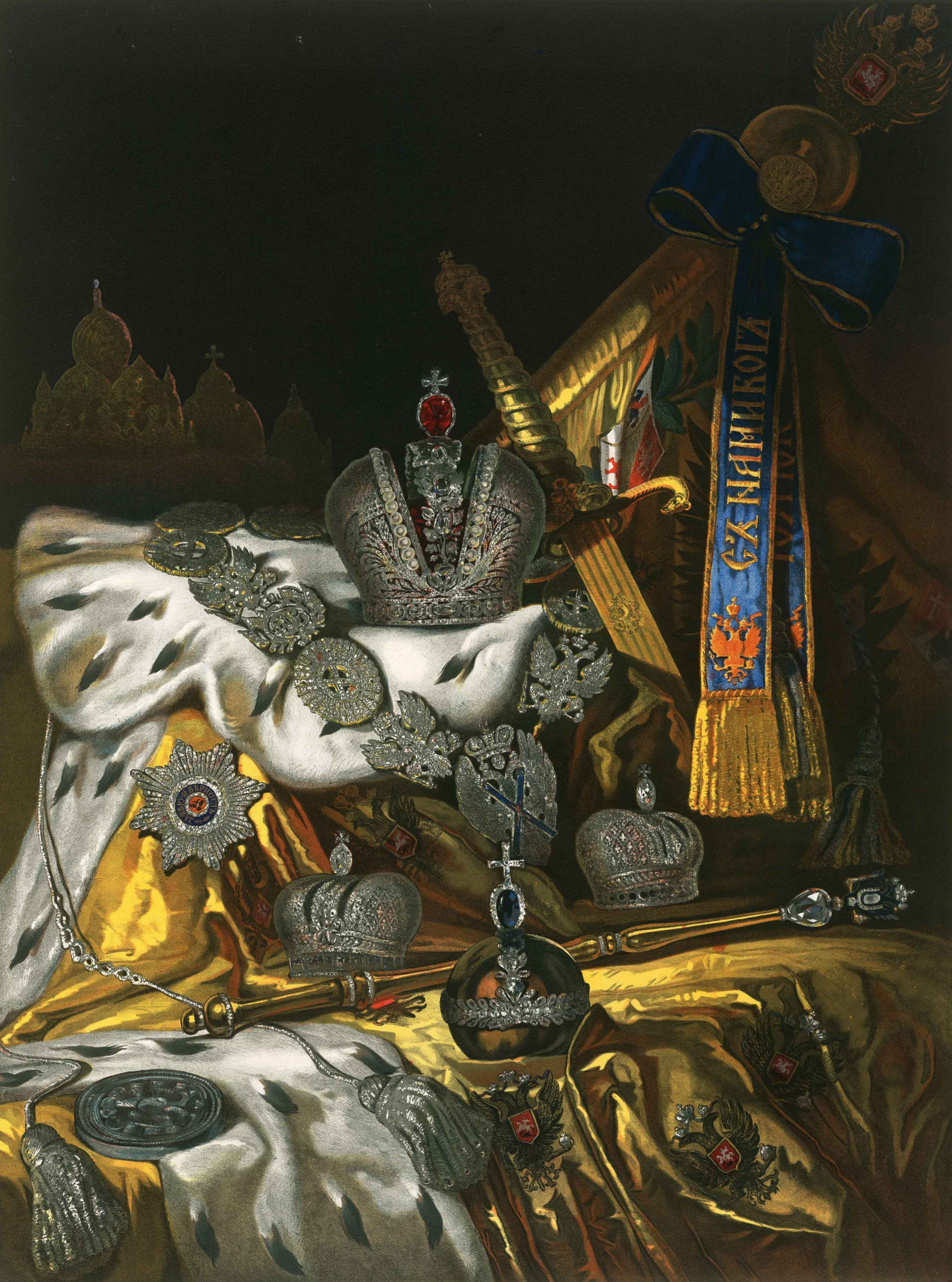
Insygnia imperatorów rosyjskich

Wielka Korona Cesarska Rosji, Wielka Korona Imperialna Rosji, Korona cesarska Katarzyny II – najważniejsze insygnium koronacyjne dynastii Romanowów. 

## Historia
Wielka Korona cesarska Rosji została wykonana przez petersburskich jubilerów, Jeremiasza Pauzié, Iwana Liebmanna i Iwana Jewstifiejewa, na moskiewską koronację Katarzyny II. Zastąpiła ona poprzednie korony rosyjskie, z których korzystały cesarzowe: Katarzyna I, Anna, Elżbieta i imperator Piotr II. Od 1762 do końca XIX wieku była używana podczas uroczystości intronizacyjnych kolejnych carów, a także podczas najważniejszych uroczystości państwowych w Cesarstwie Rosyjskim. 
Obecnie przechowywana w Diamentowym Funduszu na Kremlu w Moskwie.

## Opis
Korona ma formę mitry złożonej ze stylizowanych gałązek i liści laurowych układających się na kształt dwóch srebrnych półkul. Pomiędzy półsferami koronę zamyka kabłąk ułożony w kształcie gałązek i liści dębowych. W obręczy korony u podstawy kabłąka umieszczony jest 56-karatowy brylant, który caryca Elżbieta Piotrowna otrzymała w 1754 roku w prezencie od cechu kupców w podzięce za przywileje podatkowe.
Całość wieńczy krzyżyk brylantowy osadzony na wielkim spinelu o masie 398,72 karatów. Kamień pochodzi z Chin. Został przywieziony do Rosji w 1678 roku przez poselstwo Mikołaja Milescu jako dar cesarza Kangxi.
Insygnium jest zdobione łącznie przez 4936 brylantów o łącznej masie 2858 karatów oraz 75 pereł ułożonych w dwa rzędy dekoracyjne półsfer korony.

## Władcy Rosji koronowani Wielką Koroną Cesarską Rosji

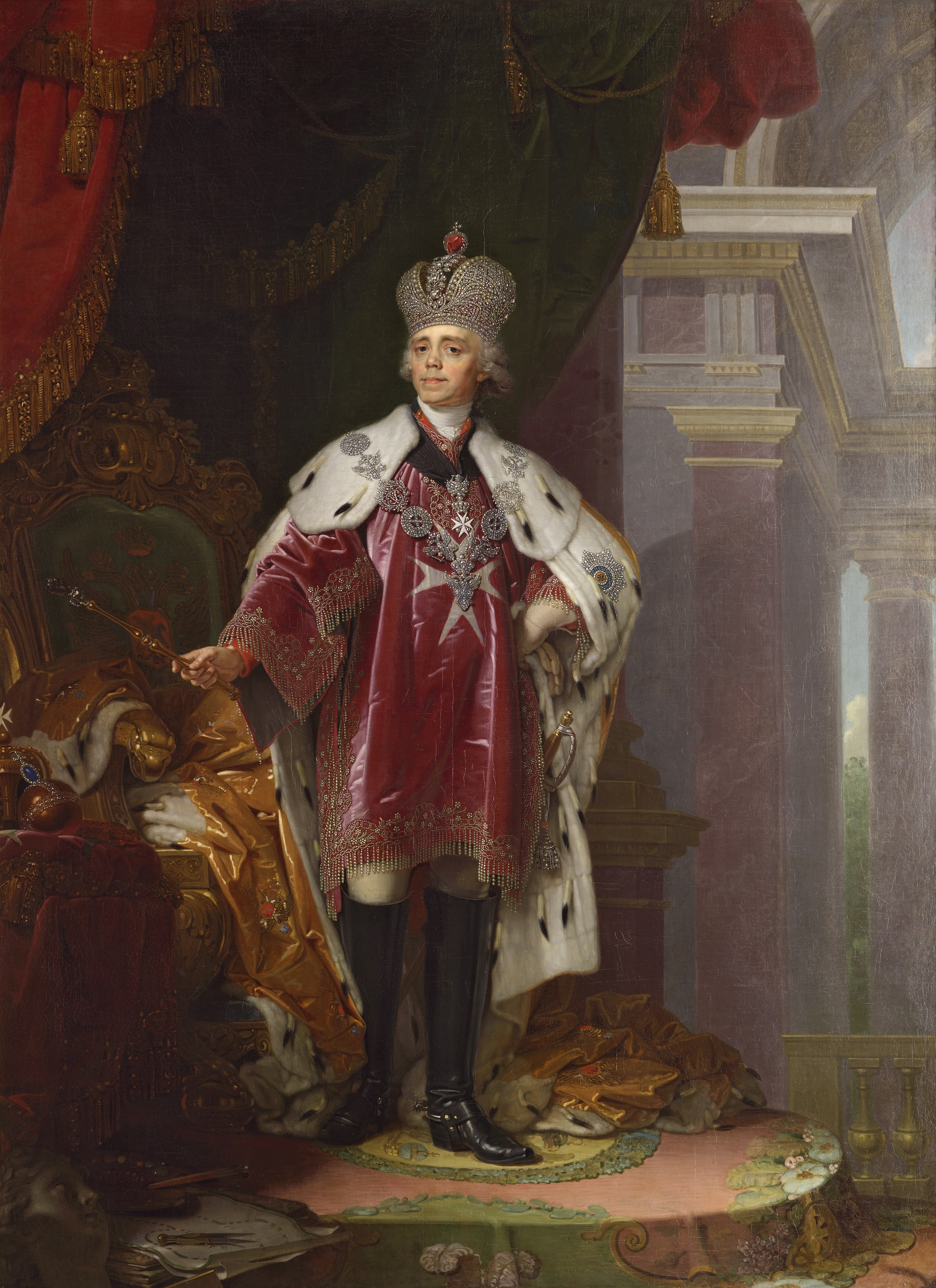
Car Paweł I Romanow w stroju koronacyjnym

- 1762 Katarzyna II Wielka
- 1797 Paweł I
- 1801 Aleksander I
- 1826 Mikołaj I
- 1855 Aleksander II
- 1883 Aleksander III
- 1896 Mikołaj II